# Olot
Olot este un oraș în Spania în comunitatea Catalonia în provincia Girona capitala comarca Garrotxa. În 2006 avea o populație de 31.932 locuitori. Este situat la 170 km de Barcelona.

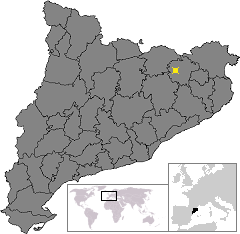
Olot în Catalonia

1. 1 2   http://www.idescat.cat/pub/?id=aec&n=925&t=2016 Lipsește sau este vid: |title= (ajutor)